# にせ風景
『にせ風景』（にせふうけい）は、1985年から1988年にフジテレビ系「金曜女のドラマスペシャル」、「男と女のミステリー」で放送されたテレビドラマシリーズ。全3回。主演は丘みつ子。

## キャスト
第1作（1985年）
- 花景康代（主婦） - 丘みつ子
- 鮫島基三（刑事） - 蟹江敬三
- 柳川はる子（康代の友人） - 真木洋子
- 宗健司（康代の元恋人） - 谷隼人
- 山境保（刑事） - 山谷初男
- 木塚令子（花景家の隣の主婦） - 江崎和代
- 寺の住職 - 吉田良全
- ホテルの従業員 - 市川勉
- 花景一夫（康代の夫） - 地井武男
- サイトウヒロシ、尾崎義也、橋本春彦、酒井郷博、安部六郎、鈴木三枝

第2作『波の殺意』（1986年）
- 武田鮎子（主婦） - 丘みつ子
- 浜本仁馬（刑事） - 蟹江敬三
- 山境保（刑事） - 山谷初男
- 津乃田弥生 - 田島令子
- 武田裕介（鮎子の夫） - 大和田伸也
- 奥野匡、団巌、庄司永建、矢野恵美、松田真知子、北見青子、酒井麻吏、古原鉄兵、佐藤智秀、庄司健太郎、奥康代

第3作『わが子』（1988年）
- 香川潔（「ビデオニュースプロ」ディレクター） - 丘みつ子
- 一柳夏子（一柳の妻） - 浅田美代子
- 一柳景衛（「ビデオニュースプロ」社長） - 天田俊明
- 津々井志郎（潔の同僚） - 西岡德馬
- 山境保（岩手県警警部） - 山谷初男	　
- 猿丸七平（本庁一課刑事） - 蟹江敬三
- 重松収、平野有紀、木本俊、山下一夫、三上剛仙、古畑京子、横田砂選、美角友亮、武藤章生、井上裕季子、塩沢美樹、黒沢瞳、山形咲知、本田清澄、奥村ゆかり、和田修治、下坂泰雄、奥康代

## スタッフ
- 原作 - 日下圭介『偽風景』（第1作）、広山義慶『波の殺意』（第2作）
- 企画 - 重村一（第1作）、前田和也（第1作・第3作）
- 脚本 - 長坂秀佳
- 監督 - 小田切成明（第1作）、福本義人（第2作）、吉田啓一郎（第3作）
- 音楽 - 杉本竜一（第1作）、佐藤勝（第2作）、池田恵（第3作）
- プロデューサー - 関口静夫
- 制作 - フジテレビ、テレパック（第1作）、共同テレビジョン（第2作・第3作）

## 放送日程
| 話数 | 放送日        | タイトル | 原作                                         | 脚本     | 監督       | 視聴率 |
| ---- | ------------- | -------- | -------------------------------------------- | -------- | ---------- | ------ |
| 1    | 1985年3月8日  |          | 日下圭介『偽風景』（「恋人たちの殺意」所収） | 長坂秀佳 | 小田切成明 | 20.1%  |
| 2    | 1986年4月18日 | 波の殺意 | 広山義慶『波の殺意』                         | 長坂秀佳 | 福本義人   | 14.9%  |
| 3    | 1988年7月22日 | わが子   | -                                            | 長坂秀佳 | 吉田啓一郎 | 15.7%  |